# Campeonato Mundial de Atletismo Sub-20 de 2021 - Lançamento de martelo masculino
A prova do lançamento de martelo masculino do Campeonato Mundial de Atletismo Sub-20 de 2021 ocorreu entre os dias 18 a 20 de agosto de 2021 no Centro Esportivo Internacional Moi, em Nairóbi, no Quênia. 

## Recordes
Antes desta competição, os recordes mundiais e do campeonato nesta prova eram os seguintes:
|       | Nome                 | Nacionalidade | Distância | Local     | Data                |
| ----- | -------------------- | ------------- | --------- | --------- | ------------------- |
| WU20R | Ashraf Amgad Elseify | Catar         | 85.57 m   | Barcelona | 14 de julho de 2012 |
| CR    | Ashraf Amgad Elseify | Catar         | 85.57 m   | Barcelona | 14 de julho de 2012 |
| WU20L | Merlin Hummel        | Alemanha      | 81.21 m   | Bamberga  | 26 de junho de 2021 |

## Medalhistas
| Ouro                | Prata                   | Bronze                       |
| Jan Doležálek (CZE) | Orestis Ntousakis (GRE) | Jean-Baptiste Bruxelle (FRA) |

## Cronograma
Todos os horários são locais (UTC+3). 
| Data         | Hora  | Evento         |
| ------------ | ----- | -------------- |
| 18 de agosto | 09:08 | Qualificação A |
| 18 de agosto | 10:25 | Qualificação B |
| 20 de agosto | 16:15 | Final          |

## Resultados

### Qualificação
Qualificação: 74,00 m (Q) ou pelo menos melhor 12 qualificado (q) 
| Posição | Grupo | Atleta                 | Nacionalidade               | Tentativas | Tentativas | Tentativas | Marca | Notas    |
| Posição | Grupo | Atleta                 | Nacionalidade               | 1          | 2          | 3          | Marca | Notas    |
| ------- | ----- | ---------------------- | --------------------------- | ---------- | ---------- | ---------- | ----- | -------- |
| 1       | B     | Jan Doležálek          | Chéquia                     | 77.58      |            |            | 77.58 | Q, NU20R |
| 2       | A     | Orestis Ntousakis      | Grécia                      | 76.25      |            |            | 76.25 | Q        |
| 3       | B     | Ronald Mencía          | Cuba                        | 73.59      | 74.98      |            | 74.98 | Q        |
| 4       | A     | Ethan Katzberg         | Canadá                      | 74.39      |            |            | 74.39 | Q        |
| 5       | A     | Jean-Baptiste Bruxelle | França                      | x          | 74.06      |            | 74.06 | Q        |
| 6       | B     | Dawid Piłat            | Polónia                     | 72.44      | x          | 72.85      | 72.85 | q        |
| 7       | B     | Theodoros Ziogas       | Grécia                      | x          | 72.61      | x          | 72.61 | q        |
| 8       | A     | Juan Jiménez           | Espanha                     | 71.05      | 69.44      | 68.23      | 71.05 | q        |
| 9       | B     | Arttu Härkönen         | Finlândia                   | 70.63      | x          | 69.74      | 70.63 | q,       |
| 10      | B     | Valentin Andreev       | Bulgária                    | x          | x          | 70.54      | 70.54 | q        |
| 11      | B     | Davide Costa           | Itália                      | 65.50      | 70.31      | 67.31      | 70.31 | q        |
| 12      | A     | Oleg Yakushkin         | Atletas Neutros Autorizados | 70.29      | x          | x          | 70.29 | q        |
| 13      | A     | Tomasz Ratajczyk       | Polónia                     | x          | 69.43      | x          | 69.43 |          |
| 14      | A     | Jan Emberšič           | Eslovênia                   | x          | 67.78      | x          | 67.78 |          |
| 15      | A     | Emirhan Şipşak         | Turquia                     | x          | 64.35      | 67.11      | 67.11 |          |
| 16      | A     | Sebastian Tommasi      | Argentina                   | x          | 65.73      | 63.53      | 65.73 |          |
| 17      | B     | Aldo Zavala            | México                      | x          | x          | 65.65      | 65.65 |          |
| 18      | A     | Cristian Meheș         | Roménia                     | x          | x          | 65.08      | 65.08 |          |
| 19      | B     | Balázs Katavics        | Hungria                     | x          | 64.06      | x          | 64.06 |          |
| 20      | B     | Vipin Kumar            | Índia                       | x          | 62.24      | 63.17      | 63.17 |          |
| 21      | A     | Makars Korotkovs       | Letónia                     | 62.36      | x          | 62.47      | 62.47 |          |
| 22      | B     | Dragoș Nicorici        | Roménia                     | x          | x          | x          | NM    |          |
| 22      | A     | Gregorio Giorgis       | Itália                      | x          | x          | x          | NM    |          |
| 22      | B     | Pieter-Juan Vorstman   | África do Sul               | x          | x          | x          | NM    |          |

### Final
A prova final foi realizada no dia 20 de agosto às 16:17. 
| Posição           | Atleta                 | Nacionalidade               | Tentativas | Tentativas | Tentativas | Tentativas | Tentativas | Tentativas | Marca | Notas |
| Posição           | Atleta                 | Nacionalidade               | 1          | 2          | 3          | 4          | 5          | 6          | Marca | Notas |
| ----------------- | ---------------------- | --------------------------- | ---------- | ---------- | ---------- | ---------- | ---------- | ---------- | ----- | ----- |
| Medalha de ouro   | Jan Doležálek          | Chéquia                     | x          | 77.35      | x          | 73.87      | 77.83      | x          | 77.83 | NU20R |
| Medalha de prata  | Orestis Ntousakis      | Grécia                      | x          | 75.69      | 77.78      | x          | x          | 73.54      | 77.78 |       |
| Medalha de bronze | Jean-Baptiste Bruxelle | França                      | 75.86      | 77.70      | x          | x          | 73.88      | 74.07      | 77.70 |       |
| 4                 | Dawid Piłat            | Polónia                     | 72.14      | 75.95      | x          | 72.14      | 77.09      | 72.00      | 77.09 |       |
| 5                 | Oleg Yakushkin         | Atletas Neutros Autorizados | 68.84      | x          | 71.41      | 73.20      | x          | 73.31      | 73.31 |       |
| 6                 | Theodoros Ziogas       | Grécia                      | 69.02      | 70.44      | 71.39      | x          | 70.91      | 72.24      | 72.24 |       |
| 7                 | Ronald Mencía          | Cuba                        | x          | x          | 69.84      | 68.83      | 71.60      | x          | 71.60 |       |
| 8                 | Davide Costa           | Itália                      | 67.56      | 68.67      | 70.62      | x          | x          | –          | 70.62 |       |
| 9                 | Valentin Andreev       | Bulgária                    | 68.89      | 69.42      | 67.29      |            |            |            | 69.42 |       |
| 10                | Juan Jiménez           | Espanha                     | x          | 67.90      | 68.63      |            |            |            | 68.63 |       |
| 11                | Arttu Härkönen         | Finlândia                   | x          | 67.23      | 68.34      |            |            |            | 68.34 |       |
| 12                | Ethan Katzberg         | Canadá                      | x          | x          | x          |            |            |            | NM    |       |

Legenda
| Recorde mundial       | Recorde mundial (World record)               |                       | Recorde africano                      | Recorde africano (African) |                                           | Q | Classificado por posição (Qualified) |
| Recorde do campeonato | Recorde do campeonato (Championship record)  | Recorde da América    | Recorde da América (Americas)         | q                          | Classificado por melhor tempo (Qualified) |   |                                      |
| Melhor marca do ano   | Melhor marca do ano (World leading)          | Recorde asiático      | Recorde asiático (Asian)              | DNS                        | Não largou (Did not start)                |   |                                      |
| Recorde nacional      | Recorde nacional (National record)           | Recorde europeu       | Recorde europeu (European)            | DNF                        | Não terminou (Did not finish)             |   |                                      |
| Recorde pessoal       | Recorde pessoal do atleta (Personal best)    | Recorde da Oceania    | Recorde da Oceania (Oceania)          | DSQ / DQ                   | Desclassificado (Disqualified)            |   |                                      |
| Recorde da temporada  | Recorde da temporada do atleta (Season best) | Recorde sul-americano | Recorde sul-americano (South America) | NM                         | Sem marca (No mark)                       |   |                                      |